# Apamea barnesii
Apamea barnesii är en fjärilsart som beskrevs av Smith 1899. Apamea barnesii ingår i släktet Apamea och familjen nattflyn. Inga underarter finns listade i Catalogue of Life.